# Three Rivers (Île-du-Prince-Édouard)
Three Rivers est une ville située sur l'Île-du-Prince-Édouard, au Canada et faisant partie du Comté de Kings. 
Fondée le 28 septembre 2018, elle est le résultat de la fusion de deux villes (Georgetown et Montague) et de cinq municipalités rurales (Brudenell, Cardigan, Lorne Valley, Lower Montague et Valleyfield). Au recensement de 2016, l'amalgame de ces municipalités dénombre une population de 4 519 habitants.